# Elise Cranny
Elise Cranny (* 9. Mai 1996 in Niwot, Colorado) ist eine US-amerikanische Leichtathletin, die sich auf den Langstreckenlauf spezialisiert hat.

## Sportliche Laufbahn
Elise Cranny besuchte von 2014 bis 2018 die renommierte Stanford University. Sie startete 2014 im 1500-Meter-Lauf bei den Juniorenweltmeisterschaften in Eugene und belegte dort in 4:12,82 min den vierten Platz. 2021 qualifizierte sie sich im 5000-Meter-Lauf für die Teilnahme an den Olympischen Spielen in Tokio und belegte dort mit Saisonbestleistung von 14:55,98 min im Finale den 13. Platz. Im Jahr darauf belegte sie bei den Weltmeisterschaften in Eugene mit 14:59,99 min im Finale den neunten Platz und anschließend wurde sie beim Herculis in Monaco in 3:59,06 min Dritte über 1500 Meter. 2023 belegte sie bei den Weltmeisterschaften in Budapest in 14:59,22 min im Finale den neunten Platz über 5000 Meter und gelangte über 10.000 Meter mit 31:57,51 min auf Rang zwölf. Im Jahr darauf wurde sie bei den Olympischen Sommerspielen in Paris in 14:48,06 min im Finale Elfte über 5000 Meter.
In den Jahren von 2021 bis 2023 wurde Cranny US-amerikanische Meisterin im 5000-Meter-Lauf sowie 2023 über 10.000 Meter.

## Persönliche Bestleistungen
- 800 Meter: 2:00,25 min, 14. April 2023 in Azusa
- 1500 Meter: 3:57,87 min, 30. Juni 2024 in Eugene
- Meile: 4:16,47 min, 21. Juli 2023 in Monaco
  - Meile (Halle): 4:34,48 min, 10. März 2018 in College Station
- 3000 Meter: 8:25,10 min, 22. August 2024 in Lausanne
  - 3000 Meter (Halle): 8:37,17 min, 11. Februar 2023 in New York City
- 2 Meilen: 9:22,44 min, 20. August 2021 in Eugene
- 5000 Meter: 14:40,36 min, 24. Juni 2024 in Eugene
  - 5000 Meter (Halle): 14:33,17 min, 11. Februar 2022 in Boston (US-amerikanischer Rekord)
- 10.000 Meter: 30:14,66 min, 6. März 2022 in San Juan Capistrano